# المجمع العلمي الكردي
المجمع العلمي الكردي هي مؤسسة علمية صدرت بموجب قانون رقم 183 لعام 1970 وبالتحديد في زمن الرئيس الراحل أحمد حسن البكر، والقانون ينص على أن ينشأ في الجمهورية العراقية مجمع يسمى المجمع العلمي الكردي، ويكون الفرع الكردي للمجمع العلمي العراقي ويعتبر هيئة مستقلة ذات شخصية حكمية واستقلال مالي وإداري ويديره ديوان رئاسة، ويمثله وزير التربية والتعليم أمام الجهات المختصة، يهدف المجمع المحافظة على سلامة اللغة الكردية والعمل على تنميتها ووفائها بمطالب العلوم والآداب والفنون وإحياء التراث الكردي والإسلامي في العلوم والآداب والفنون، بالإضافة إلى العناية بدراسة تاريخ العراق وحضارته بصورة عامة والمناطق الكردية بصورة خاصة، عام 1974 وبالتحديد بعد اتفاقية الجزائر المبرمة بين الحكومة العراقية و إيران حول القضية الكردية، تم تحويل المجمع إلى هيئة تابعة للمجمع العلمي العراقي و بعد حرب الخليج الثانية وحصول الكرد في شمال العراق على إقليمهم الشبه مستقل، تم استحداث المجمع العلمي الكردي مرة أخرى ومن ثم تحويله إلى الأكاديمية الكردية.

## نبذة عن قنون التشريع
عنوان التشريع: قانون المجمع العلمي الكردي رقم (183) لسنة 1970
التصنيف: قانون عراقي
رقم التشريع: 183
سنة التشريع: 1970
تاريخ التشريع: 1970-08-25 00:00:00
قانون رقم 996
باسم الشعب
مجلس قيادة الثورة
إستناداً الى أحكام الفقرة (آ) من المادة (42) من الدستور الموقت
قرر مجلس قيادة الثورة بجلسته المنعقدة في 29 ـ 8 ـ 1970
إصدار القانون الآتي : –
مادة 1
ينشأ في الجمهورية العراقية مجمع يسمى (المجمع العلمي الكردي) ويكون الفرع الكردي للمجمع العلمي العراقي ويعتبر هيئة مستقلة ذات شخصية حكمية واستقلال مالي وإداري ويديره ديوان رئاسة ويمثله وزير التربية والتعليم أمام الجهات المختصة.
مادة 2
يكون مركز المجمع بغداد وله أن يختار أي مكان آخر في الجمهورية العراقية بأكثرية ثلثي الآراء ليكون مركزاً لعقد إجتماعاته.
مادة 3
يستهدف المجمع:
أ ـ النهوض بالدراسات والبحوث العلمية في العراق لمسايرة التقدم العلمي.
ب ـ المحافظة على سلامة اللغة الكردية والعمل على تنميتها ووفائها بمطالب العلوم والآداب والفنون.
ج ـ إحياء التراث الكردي والإسلامي في العلوم والآداب والفنون.
د ـ العناية بدراسة تاريخ العراق وحضارته بصورة عامة والمناطق الكردية بصورة خاصة.
هـ نشر البحوث الأصلية وتشجيع الترجمة والتأليف في العلوم والآداب والفنون.